# Palazzo Doria d’Angri
A Palazzo Doria d’Angri (Piazza Sette Settemmbre) egy palota Nápolyban. Marcantonio Doria megrendelésére építette Luigi Vanvitelli, majd halála után a fia, Carlo Vanvitelli. A 18. században felépült palota díszítései a casertai királyi palota művészei nevéhez fűződnek. Az első tulajdonosok, a Doria család, híres műgyűjtők nevében állt, többek között számos Caravaggio művet birtokoltak. Gyűjteményük nagy részét (porcelánok, órák, szőnyegek, falikárpitok stb.) az idők során elárverezték. Az épület történelmi jelentősége az, hogy erkélyéről nyilvánította ki Giuseppe Garibaldi a Két Szicília Királyságának az egyesülését Olaszországgal 1860. szeptember 7-én, a sikeres szicíliai hadjárat után.